# 内子郵便局
内子郵便局（うちこゆうびんきょく）は愛媛県喜多郡内子町にある郵便局。民営化前の分類では集配普通郵便局であった。

## 概要
住所：〒791-3399 愛媛県喜多郡内子町内子1527
民営化直前の集配業務再編において、多くの集配普通郵便局は統括センターとなったが、当局は配達センターとされたため、民営化後も郵便事業株式会社の支店は併設されず、集配センターが併設された。

## 沿革
- 1872年8月4日（明治5年7月1日） - 内ノ子（うちのこ）郵便取扱所として開設[1]。
- 1875年（明治8年）1月1日 - 内ノ子郵便局（五等）となる。その後、内子（うちこ）郵便局に改称。
- 1881年（明治14年） - 為替・貯金取扱を開始。
- 1884年（明治17年） - 再び内ノ子郵便局に改称。
- 1890年（明治23年）4月1日 - 再び内子郵便局に改称。
- 1896年（明治29年）3月16日 - 内子郵便電信局となる。
- 1903年（明治36年）4月1日 - 通信官署官制の施行に伴い内子郵便局となる。
- 1951年（昭和26年）12月1日 - 電気通信業務を、新設の内子電報電話局に移管[2]。
- 1952年（昭和27年）2月1日 - 特定郵便局から普通郵便局に局種別改定[3]。
- 1953年（昭和28年）2月 - 局舎新築落成。
- 1956年（昭和31年）10月1日 - 電話通話および和文電報受付事務の取扱を開始。
- 1957年（昭和32年）7月1日 - 立川郵便局から集配業務を移管。
- 1990年（平成2年）2月26日 - 大瀬郵便局から集配業務を移管。
- 2000年（平成12年）8月14日 - 外国通貨の両替および旅行小切手の売買に関する業務取扱を開始。
- 2006年（平成18年）10月16日 - 五十崎郵便局から集配業務を移管[4]。
- 2007年（平成19年）10月1日 - 民営化に伴い、併設された郵便事業大洲支店内子集配センターに一部業務を移管。
- 2012年（平成24年）10月1日 - 日本郵便株式会社発足に伴い、郵便事業大洲支店内子集配センターを内子郵便局に統合。

## 取扱内容
- 郵便、印紙、ゆうパック、内容証明
- 貯金、為替、振替、振込、国際送金、国債、投資信託
- 生命保険、バイク自賠責保険、自動車保険、がん保険、引受条件緩和型医療保険
- ゆうちょ銀行ATM
- 喜多郡内子町内の一部地域の集配業務

## 周辺
- 内子町役場 内子分庁舎
- 愛媛県立内子高等学校
- 道の駅内子フレッシュパークからり
- 国道56号
- 小田川（肱川の支流）

## アクセス
- JR予讃線 内子駅から東へ約800m（徒歩約9分）
- 伊予鉄南予バス 内子停留所、内子町営バス 内子分庁前停留所下車
- 松山自動車道 内子五十崎ICから北東へ約700m
- 駐車場あり：9台